# Mihai Cișmaș
Mihai Cișmaș (ur. 18 listopada 1962 w Piatra Neamț) – rumuński zapaśnik walczący w stylu klasycznym. Olimpijczyk z Los Angeles 1984, gdzie zajął ósme miejsce w kategorii 52 kg.
Dwukrotny uczestnik mistrzostw świata; brązowy medalista w 1985. Dwa razy sięgał po tytuł wicemistrza Europy; w 1984 i 1986 roku.
- Turniej w Los Angeles 1984

Pokonał Jona Rønningena z Norwegii, a przegrał z Atsuji Miyaharą z Japonii i Bang Dae-du z Korei Południowej.